# Germain Boulianne
Pour les articles homonymes, voir Boulianne.
Germain Boulianne, né le 16 février 1960, est un joueur de Scrabble originaire de Baie-Sainte-Catherine au Québec. Il a gagné neuf fois le championnat de scrabble du Québec et est le premier joueur québécois ayant remporté le championnat du monde de Scrabble francophone : il a remporté le titre en 2004 à Marrakech avec un point d'avance sur le champion de 2001 Franck Maniquant,,. Ainsi, il est devenu le premier joueur non européen à décrocher le titre.
En 2006, il égale le record de François Bédard en remportant son 7e titre de champion du Québec. En 2008, il gagne de nouveau le championnat du Québec, finissant devant François Bédard et établit un nouveau record québécois avec 8 titres nationaux. En 2014, il est considéré par la presse comme « le maître du Scrabble au Québec ». 
Membre du club Scrabble Outaouais, Germain Boulianne exerce la profession de traducteur au Parlement d'Ottawa,.

## Palmarès
- Champion du monde individuel (2004)
- Onze fois champion du Québec (1997, 1999, 2000, 2001, 2002, 2003, 2006, 2008, 2011, 2015 et 2019)
- Sept fois champion du Québec en paires (1992, 1994, 2001, 2003, 2004, 2005 et 2006)[réf. souhaitée]
- Quatre fois vainqueur du simultané mondial (2002, 2010, 2013 et 2014)[réf. souhaitée]